# Aleksander Iliński
Aleksander Iliński herbu Lis – wojski czernihowski w latach 1712–1724.